# Chemnitzer Verkehrs-Aktiengesellschaft

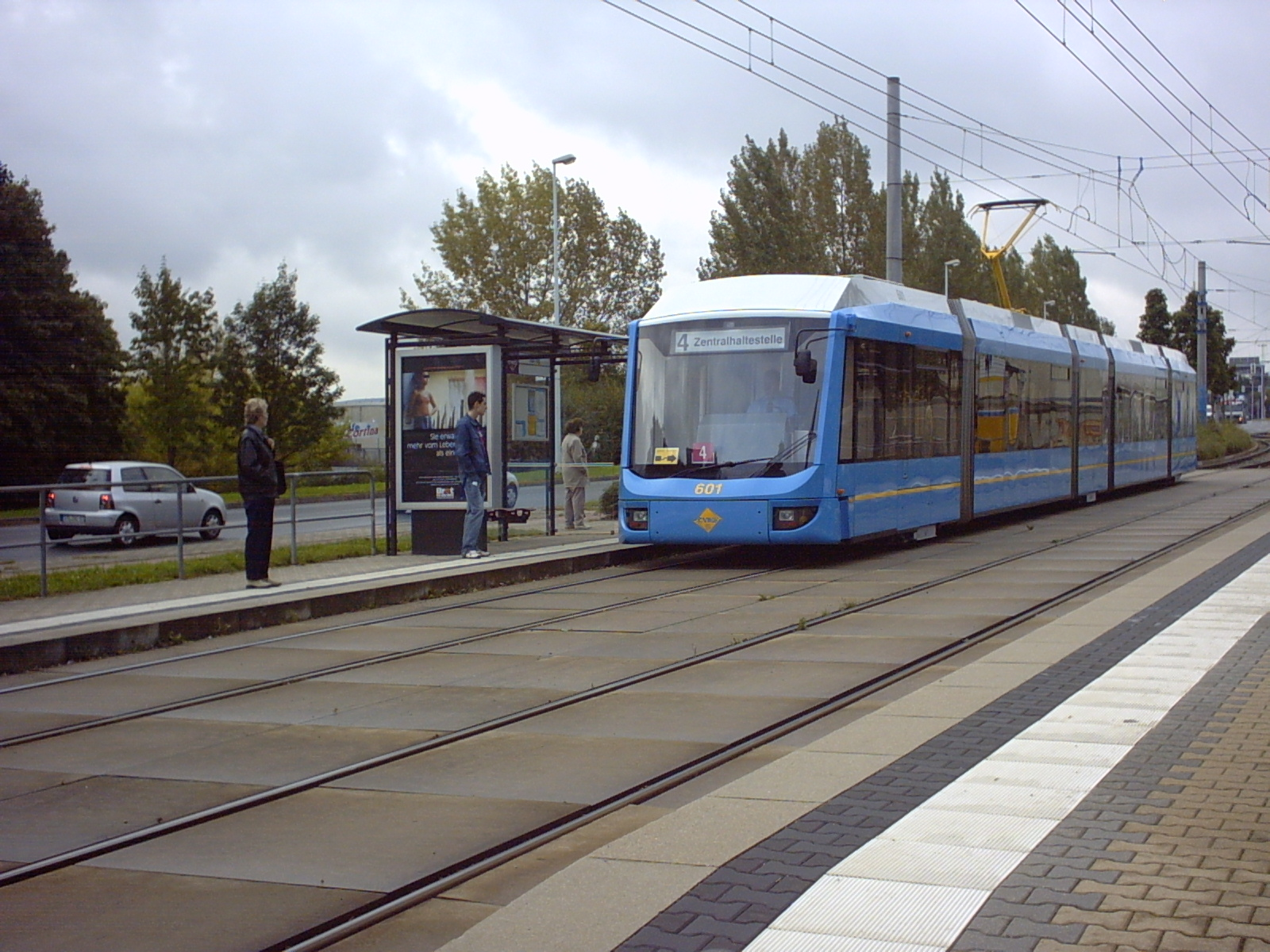
Tramvaj Chemnitz Variobahn. Dohromady takových tramvají vlastní CVAG 24 (1/2006)

Chemnitzer Verkehrs-Aktiengesellschaft, (zkracována jako CVAG, česky lze přeložit zhruba jako Saskokamenická dopravní akciová společnost) je saská dopravní společnost se sídlem ve městě Saská Kamenice.

## Činnost
CVAG provozuje tramvajovou a autobusovou síť ve městě, dále také rovněž i částečně síť dopravy příměstské. Vlastní přes šedesát tramvajových vozů a přes devadesát autobusů. Jejím stoprocentním vlastníkem je město Saská Kamenice. Vozy CVAG přepraví ročně okolo čtyřiceti milionů cestujících na dohromady 400 km dlouhých linkách.

## Aktivity
Vedle toho se společnost také angažuje v regionální dopravě, je vlastníkem firmy Citybahn Chemnitz, která provozuje příměstskou železnici (linka do města Stollberg/Erzgeb.).
Společnost je rovněž součástí Středosaského dopravního spolku, jednoho z několika meziměstských a mezizemských dopravních spolků v Německu.